# 羅伯特·甘迺迪
羅伯特·弗朗西斯·“博比”·肯尼迪（1925年11月20日—1968年6月6日，常以縮寫RFK簡稱）為美國民主黨政治人物，曾任美国司法部长、紐約州聯邦參議員，亦為第35任美國總統約翰·肯尼迪之胞弟，為现代美国自由主义的标志性人物。羅伯特的胞兄於1963年遇刺身亡，而羅伯特在1968年角逐總統選舉的民主黨黨內初選，但該年亦遇刺身亡。

## 早期生涯
羅伯特·肯尼迪出生於1925年11月20日，出生地為馬薩諸塞州布魯克林。是政治家，商業家约瑟夫·帕特里克·肯尼迪（1888－1969）的第七個孩子，他的哥哥為小约瑟夫·P·肯尼迪（1915－1944）和第35任美國總統約翰·菲茨傑拉德·肯尼迪 （1917－1963），幼弟為已故美國參議院議員爱德华·肯尼迪（1932－2009）。
博比的父親老约瑟夫是一位富裕的商人，亦為民主黨愛爾蘭籍天主教黨員的典範。1940年卸任駐英國大使后，他開始將他的注意力放在他的大兒子小約瑟夫身上，希望他能進入政界並且可以被選為總統。但是小約瑟夫在二戰中犧牲，之後他將希望放在了他的第二個兒子約翰身上。這位擁有財富，社會關係和野心的父親在這個家族的政治野心中扮演者非常重要的作用。
在1927年9月，肯尼迪家族搬家至紐約的里弗代尔，兩年之後，他們家搬至紐約布朗克斯維爾東北處。博比和他的家族夏天待在馬薩諸塞州海恩尼斯港，聖誕和復活節待在他們的位於佛羅里達州棕櫚灘的冬日之居。從幼兒園到小學二年級他就讀于里弗代尔的公立小學，三年級至五年級（包括重讀的三年級）是在布朗克斯維爾的學校，六年級是在里弗代尔的一所私立男校。
在1938年3月，當他12歲時，博比和他的母親和他的最小的四個兄弟姐妹前去英國（他的父親是時任美國駐英國大使）。他七年級是在倫敦的一所私立男校就讀。在1939年，也就是戰爭爆發前，他返回了美國。
在1939年9月，博比在聖保羅中學（St. Paul's School）（一所位於新罕布什爾州康科德的精英預備學校）讀八年級。但是兩個月后，他從聖保羅中學轉到樸茨茅斯隱修會學校（一所位於羅德島州樸茨茅斯的本笃会天主教寄宿学校），在這裡他度過了八年級至十年級的時光。在1942年9月，博比轉到米爾頓學院（一所位於馬薩諸塞州米爾頓的寄宿學校），在這裡，他讀到了十二年級。

## 政治生涯
1944年至1946年，肯尼迪在美國海軍預備役服役，之後，他從哈佛大學和維珍尼亞大學法學院畢業。在進入公共服務領域之前，他擔任《華盛頓郵報》通訊記者，之後在華盛頓特區從事律師工作。1957年至1959年，他擔任參議院勞工欺詐委員會首席律師，在此期間，他對卡車司機公會主席吉米·霍法的受賄指控使他得到全國的關注。後來他出版了《內部敵人》（Enemy within）來揭露有組織的勞工欺詐。
作為肯尼迪家族的重要成員，博比是他的哥哥約翰·肯尼迪在1960年美國總統選舉時的競選經理，並且在肯尼迪總統任內被任命為司法部長，但亦使其司法部长任命备受争议。在很大程度上，肯尼迪总统寻求其弟弟的建议与咨询意见，这使后者成为肯尼迪总统最亲密的政治顾问。罗伯特因其与总统的家庭联系拥有总统无可置疑的信任，作为总顾问和一个为总统提供提供行政工作信息的主要渠道，他深受总统倚重。他在内阁的每一个部门都行使着广泛的影响力，这使他被美国联合通讯社称为“博比——华盛顿的二号人物”。
肯尼迪总统曾经这样评价他的弟弟：“如果我想办成并且迅速办成事情，我需要依靠司法部长。他绝对是政府中的行动者并且拥有在我看来很少被超越的组织才能。”
作为司法部长，罗伯特肯尼迪坚持不懈地推行一项打击有组织犯罪和美国黑手党的运动，并且有时与时任联邦调查局局长約翰·埃德加·胡佛的策略相左。在罗伯特任期内，定罪的有组织犯罪头目数量增长了百分之八百。
他任內最廣為人知的事件是他對非裔美國人民權運動的支持，對有組織犯罪和黑社會的打擊，以及在1962年古巴導彈危機中的表現。在1963年肯尼迪總統遇刺后，他離開約翰遜政府去參選美國參議員，擊敗了時任參議員的共和黨黨員肯尼思·基廷。
1968年3月31日，林登·約翰遜總統宣布退選不再競逐連任後，羅伯特·肯尼迪參加黨內總統選舉初選，並且在民主黨內部選舉中獲得了一定的優勢，他尤其吸引非洲裔、西班牙裔和天主教徒選民。1968年4月4日，馬丁·路德·金恩牧師遇刺身亡後，他發表演說公開其死訊，並表示「美國需要，並希望黑人和白人之間的團結」，羅伯特·肯尼迪要求觀眾為金恩的家人和國家祈禱。同年6月5日凌晨，在羅伯特·肯尼迪在加利福尼亞州初選中戰勝尤金·麦卡锡之後，他被索罕·索罕刺殺身亡，享年42歲。